# Paysage protégé du réservoir d'Azibo

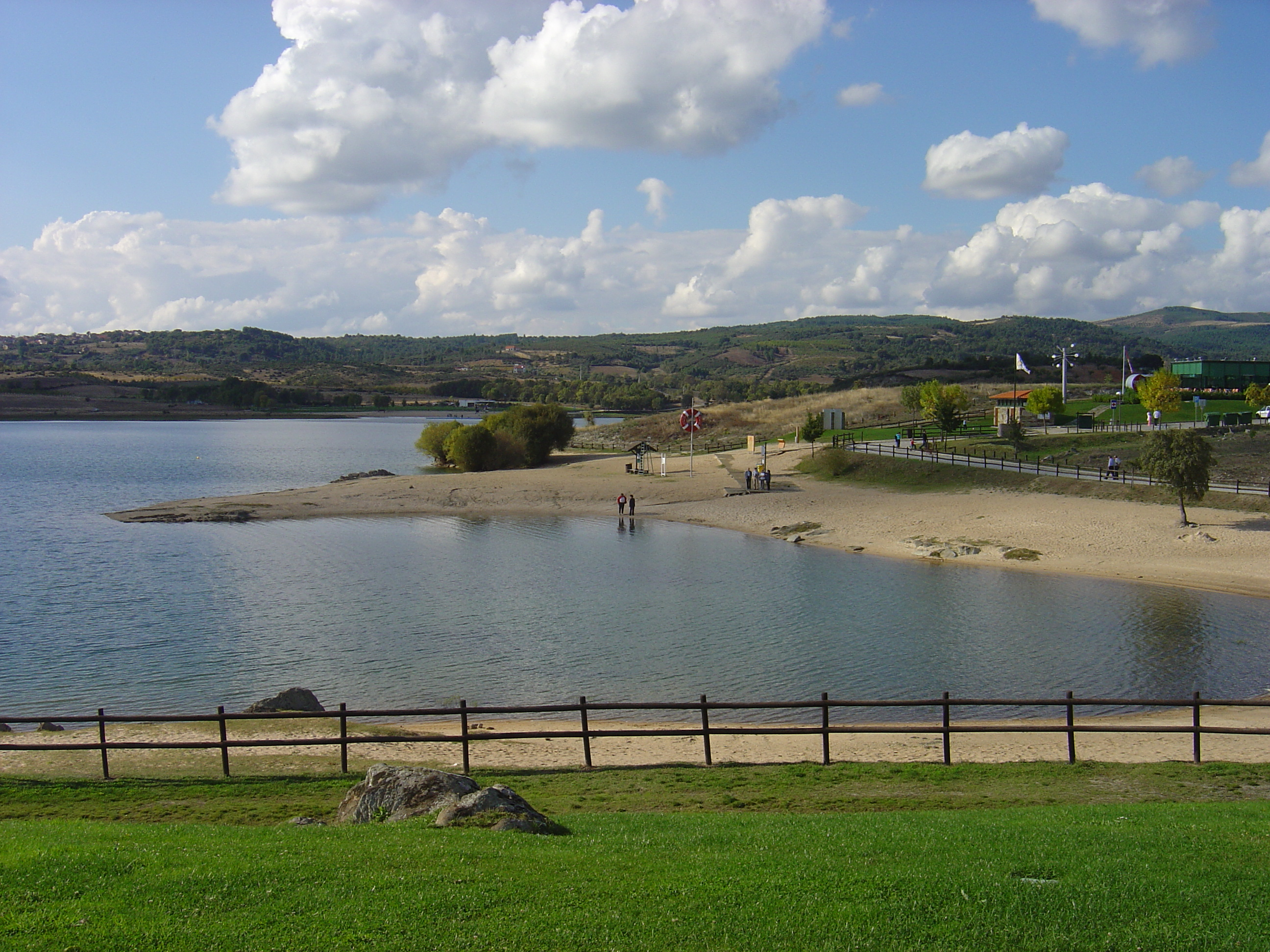
Le paysage protégé du réservoir d'Azibo intègre également des bases nautiques à fins récréatives.

Le paysage protégé du réservoir d'Azibo (en portugais : Paisagem Protegida da Albufeira do Azibo), couramment appelé Albufeira do Azibo, est une zone protégée du district de Bragance, au nord-est du Portugal. Il est lié au barrage d'Azibo (pt), un barrage hydraulique sur le rio Azibo (pt).